# Old Bewick
Old Bewick är en ort i civil parish Bewick, i grevskapet Northumberland i England. Orten är belägen 15 km från Alnwick. Old Bewick var en civil parish 1866–1955 när det uppgick i Bewick. Civil parish hade 82 invånare år 1951.